# Maclura humbertii
Maclura humbertii är en mullbärsväxtart som först beskrevs av Jacques Désiré Leandri, och fick sitt nu gällande namn av Edred John Henry Corner. Maclura humbertii ingår i släktet Maclura och familjen mullbärsväxter. Inga underarter finns listade i Catalogue of Life.